# Bråtesletta
Bråtesletta là một làng nằm ở Na Uy.